# Princípio de Hu-Washizu
Na mecânica do contínuo, e em particular no Método dos Elementos Finitos, o princípio de Hu–Washizu é um princípio variacional que estabelece que a ação
{\displaystyle \int _{V^{e}}\left[{\frac {1}{2}}\varepsilon ^{T}C\varepsilon -\sigma ^{T}\varepsilon +\sigma ^{T}(\nabla u)-{\bar {p}}^{T}u\right]dV-\int _{S_{\sigma }^{e}}{\bar {T}}^{T}u\ dS}
é estacionária, onde {\displaystyle C} é o tensor constitutivo. O princípio de Hu–Washizu é usado para desenvolver formulações mistas do Método dos Elementos Finitos. É nomeado em memória de Hu Haichang e Kyūichirō Washizu.